# Ajumbu
L’ajumbu – également connu sous le nom d'ajuh mbuh ou mbu' – est une langue bantoïde méridionale, parlée par environ 200 personnes (2011) au Cameroun dans la région du Nord-Ouest, particulièrement dans le département du Menchum, au nord-est de Wum, dans le village du même nom, Ajumbu. C'est une langue menacée de disparition (6b).